# Cerro Branqui
El cerro Branqui o Aranqui es una montaña ubicada en un ramal de la cordillera de los Andes en el límite entre Argentina y Bolivia cuya cima se encuentra a 21°47′00″S 66°12′00″O / -21.78333, -66.20000/21°47′00″S 66°12′00″O / -21.783333, -66.199997 y a 4000 m s. n. m. En Argentina forma parte del departamento de Santa Catalina en la provincia de Jujuy, y en Bolivia lo es de la provincia de Sud Chichas en el departamento de Potosí. 
A 3 km al oesnoroeste del cerro Branqui se halla el punto extremo norte de Argentina, en la confluencia de los ríos Grande de San Juan y Mojinete. El Branqui forma el límite geográfico convencional norte entre la Puna Jujeña dentro de la Puna de Atacama y la Puna de Lípez en Bolivia.
El cerro Branqui forma un macizo con el más elevado cerro Chauplorco, ubicado inmediatamente al sur y en territorio argentino, y el menos elevado cerro Chaqui Orkho, ubicado inmediatamente al norte y en territorio boliviano. A 9 km al sur del Branqui está el centro poblado más septentrional de Argentina, el pueblo de El Angosto, punto final de la ruta provincial N° 5.
El río Grande de San Juan de Dios marca el límite oeste y norte del macizo, mientras que la quebrada Seca marca el límite este hasta unirse al noreste del cerro Chaqui Orkho con el río Grande de San Juan de Dios.
El 9 de julio de 1925 Argentina y Bolivia firmaron un tratado de límites, que entró en vigor el 11 de octubre de 1938 fijando a la cima del cerro Branqui como hito fronterizo entre ambos países, que lleva el número 16:

... confluencia de los Ríos San Antonio y San Juán, de donde continuará por el curso de este último hasta su unión con el Río Mojinete. De este punto se trazará otra línea recta hacia la cima del Cerro Branqui, de donde se pasará a la del Vaqueros ...